# Amaat Joos
Amaat Honoratus Joos (Hamme (Oost-Vlaanderen), 3 mei 1855 - ?Gent, 15 augustus 1937) was een Belgische kanunnik uit het Bisdom Gent en volkskundige.

## Biografie
Joos was het zesde kind uit het tweede huwelijk van zijn vader Carolus Joos met Anna Michiels. Carolus was timmerman in de Mandenmakersstraat. Hij woonde te midden van de arbeidersgezinnen, maar had zelf een relatieve welstand bereikt, zodat hij behoorde tot de 'kleine burgerij'. Vader Joos liet zijn oudste kinderen niet verder studeren, nadat ze de dorpsschool doorlopen hadden, want ze moesten aan de slag in het groeiende timmerbedrijf. Enkel de jongste zonen, Amaat en Emiel studeerden verder. Emiel werd later apotheker in Antwerpen, Amaat werd priester. Ook een oudere broer, Jozef zou op latere leeftijd intreden: hij werd trappistenbroeder in de abdij van Westvleteren.

## Jeugd
Na de dorpsschool in Hamme volgde hij de Latijn-Griekse humaniora in het Sint-Jozef-Klein-Seminarie te Sint-Niklaas. Het onderwijs werd toen in het Frans gegeven. De leerlingen waren zelfs verplicht buiten de lessen het Frans te gebruiken. Een streng reglement legde de weinige uren vast tijdens de welke het toegestaan was Nederlands te spreken. Deze omstandigheden maakten van Joos, zoals van nog andere studenten, een overtuigd flamingant en hartstochtelijk verdediger van de moedertaal.
Uit deze tijd stammen zijn eerste literaire probeersels, verhalen, gedichten, liederen of strijdzangen, in de geest van de toenmalige Vlaamse Romantiek die de studenten bezielde, maar die nu echter weinig artistieke waarde hebben. Hij publiceerde deze werkjes ook onder het pseudoniem A. Seppens. Zo stuurde hij twee werkjes op naar het toen nog jonge Davidsfonds, dat brochures uitgaf om het tekort aan eigen boekuitgaven aan te vullen. Vanaf 1877 verving het Davidsfonds die brochures door het Orgaan van het Davidsfonds, Tijdschrift voor letteren, beeldende kunsten enz. Het Davidsfonds schreef ook een liederenwedstrijd uit. er waren 177 inzendingen. De beste zouden in het Orgaan verschijnen. Bij de vijf mededingers voor de geldprijs vinden we naast de seminarist Amaat Joos ook de Leuvense student Pol de Mont. Beiden zouden later actieve medewerkers van het Davidsfonds worden.

## Rol in de Katholieke Vlaamse Studentenbeweging
In die jaren was hij een van de leiders geworden van de Katholieke Vlaamse Studentenbeweging in het Waasland. In Oost-Vlaanderen was vooral het Klein-Seminarie van Sint-Niklaas toonaangevend voor de ontwikkeling van het Vlaamse bewustzijn bij scholieren en studenten. De vlaamsvoelende (stilvlaamsgezinde) superior Antoon Stillemans, de latere bisschop van Gent, gaf het Nederlands tijdens de lessen een rechtmatige plaats. Hij werd hierin gesteund door enkele priester-leraars, zoals Jan-Baziel Martens en Hendrik Claeys. In het Klein-Seminarie van Sint-Niklaas heerste dus een specifieke sfeer die de actie van Joos en van de studentenbeweging zou bevorderen. De Vlaamse studentenbond De Klauwaerts, die nog voor 1875 werd opgericht kreeg alle kansen om een bloeiende werking op te zetten.
In 1870 was Joos als vijftienjarige in dit milieu terechtgekomen: een school die aan de buitenkant diep verfranst was, maar waarin een harde Vlaamse kern aanwezig was, die productief zou kunnen werken onder een soepele en gunstig-gezinde overheid, anders dan in het toenmalige Klein-Seminarie van Roeselare, waar het tot een conflict zou komen tussen leerlingen en schooloverheid. Joos bekleedde vrij spoedig een leidende functie in de studentenbeweging van Sint-Niklaas. De beweging werd opener, ontplooide een externe werking, die haar hoogtepunt zal vinden in de stichting van de studentenbond 'De Klauwaerts'. Voor de stichting van deze bond lag er echter al een jarenlange ontwikkeling en langzame groei van de studentenbeweging in Sint-Niklaas. De 'Klauwaerts' waren in ieder geval reeds actief onder hun 'deken' Amaat Joos voor de Groote Stooringe in Roeselare in 1875. Onder leiding van Amaat Joos legden ze contacten met De Jonge Taelvrienden, een bond die, met Mechelen als centrum, de Vlaamse studenten uit Klein-Brabant en uit het Pajottenland groepeerde.
Zodra er in Roeselare een begin werd gemaakt met de beweging, onder leiding van Albrecht Rodenbach kwamen er broedergroeten uit Sint-Niklaas. Toen de actie van Rodenbach onder druk van de schooloverheid teloor dreigde te gaan, schreef Joos de volgende aanmoediging:

 "De Vlaamse Vlag en moet niet beven

 Als felle wind de zee beroert,

 Zij is door God en Taal gesteven

 Die beide ze in haar plooien voert.

 Wat woeste bui, wat vrede slagen

 Zich beuren tegen God en deugd,

 Blijf immer aan de spits gedragen

 Van d'eedlen stoet der Vlaamse jeugd."
Rodenbach antwoordde met het strijdgedicht Antwoorde aan de Broeders van Sint-Nikolaas (1877).
Uit die contacten ontstond een samenwerking van Joos met Rodenbach. Ook Pol de Mont en Jan de Block, leiders van de Mechelse bond, wilden hun contacten buiten de 'Klauwaerts' uitbreiden in de richting van Roeselare. Deze wederzijdse contacten tussen de studentenbonden resulteerden in de organisatie van twee studentenlanddagen in Gent in de paasvakantie en september van 1877. De Mont wilde de eerste vergaderingen in de paasvakantie leggen, maar Rodenbach verzette zich hiertegen, omdat hij de West-Vlaamse bond nog niet sterk genoeg achtte. Hij wilde de bijeenkomst liever uitstellen tot de late zomer. Joos gaf echter de doorslag en het was op zijn aandringen en onder zijn impuls dat de eerste Gentse landdag op de Vrijdagmarkt startte rond Pasen 1877. Er was een 100-tal aanwezigen, waarvan een 60-tal uit Sint-Niklaas.
Wanneer Amaat Joos naar het Groot-Seminarie in Gent vertrekt, zit hij niet meer met name in de leiding van de landsbond. De leiding van een dergelijke beweging kon immers moeilijk in een seminarie worden gehuisvest, want daar werd de nodige vrijheid niet gewaarborgd. Achter de schermen bleef Joos echter enthousiast actief. Op de gewestelijke landdag van het Waasland, Antwerpen en Mechelen op 30 april 1878 in Puurs was hij nog de grote figuur en de meest gevierde spreker.
In 1879 komt het tot een scheiding tussen de Mont en Rodenbach binnen de studentenbeweging. Joos en de andere Oost-Vlamingen kozen de zijde van de Mont tegen wat ze niet helemaal ten onrechte beschouwden als het West-Vlaams particularisme.

## Verdere levensloop
Joos schijnt aanvankelijk een literaire loopbaan geambieerd te hebben, maar hij lijkt meer een typische leidersfiguur te zijn dan een dromende literair estheet. Hij koos voor het betogende, lerende genre: het essay, het betoog, de rede. Hij werd op 29 september 1880 benoemd tot leraar aan het bisschoppelijk college te Ronse. Na een korte periode te Ronse werd hij overgeplaatst naar Sint-Niklaas als leraar aan de Bisschoppelijke Normaalschool voor Onderwijzers, sinds 1873 in de Kasteelstraat. Joos doceerde Nederlands, maar ook Frans en muziekopvoeding. Op de Quatertemperzaterdag van Pinksteren 1881 werd hij tot priester gewijd.
In 1891 wordt directeur De Zitter als diocesaan hoofdinspecteur naar Gent geroepen en de zesendertigjarige Joos wordt aangeduid als zijn opvolger. Deze promotie betekende een erkenning van de capaciteiten van Joos, een beloning voor zijn geleverde prestaties en de bisschoppelijke instemming met zijn actie op taalkundige en volkskundig gebied. Hij bleef directeur tot 1915.
Ten gevolge van al zijn taal- en volkskundig werk werd hij in 1901 tot briefwisselend lid van de Koninklijke Vlaamse Academie voor Taal- en Letterkunde verkozen.
Op 29 oktober 1915 wordt Joos op eigen aanvraag van zijn directoraat ontlast en benoemd tot geestelijk bestuurder der Eerwaarde Zusters Jozefienen te Gent.

## Zijn werk
Joos' werk heeft als thema taalbeschouwing. De meeste werken zijn echter niet zuiver taalkundig te noemen, maar behandelen ook pedagogische aspecten. Vaak vormen ze een handleiding voor de onderwijzers bij de lessen moedertaal. Hij propageerde de superioriteit van de volkstaal en de pedagogische waarde van die volkstaal.

## Waas Idioticon
Amaat Joos gaf in 1900 het Waas Idioticon uit, het woordenboek van het Wase dialect.